# Daltonia cucullata
Daltonia cucullata är en bladmossart som beskrevs av Georg Ernst Ludwig Hampe 1863. Daltonia cucullata ingår i släktet Daltonia och familjen Daltoniaceae. Inga underarter finns listade i Catalogue of Life.